# Minsheng Bank Building
Minsheng Bank Building (noto anche come Wuhan International Securities Building) è un grattacielo situato a Wuhan, in Cina.